# Sonia Gaskin
Sonia Gaskin (* 4. Oktober 1994) ist eine barbadische Leichtathletin, die sich auf den Mittelstreckenlauf spezialisiert hat.

## Sportliche Laufbahn
Erste internationale Erfahrungen sammelte Sonia Gaskin bei den CARIFTA Games 2009 in Vieux Fort, bei denen sie in 2:13,80 min die Bronzemedaille im 800-Meter-Lauf in der U17-Altersklasse gewann und in 56,52 s den sechsten Platz über 400 Meter belegte. Zudem gelangte sie mit der barbadischen 4-mal-400-Meter-Staffel mit 3:53,34 min auf Rang vier. Im Jahr darauf gewann sie bei den CARIFTA Games in George Town in 2:13,60 min die Bronzemedaille über 800 Meter und 2011 sicherte sie sich bei den CARIFTA Games in Montego Bay in 2:11,69 min die Silbermedaille und belegte in 4:58,11 min den siebten Platz im 1500-Meter-Lauf. Anschließend schied sie bei den Jugendweltmeisterschaften nahe Lille mit 2:14,66 min in der ersten Runde über 800 Meter aus und belegte dann bei den Panamerikanische Juniorenmeisterschaften in Miramar in 2:14,41 min den sechsten Platz, ehe sie bei den Commonwealth Youth Games in Douglas mit 2:19,10 min nicht über den Vorlauf hinauskam. Im Jahr darauf gewann sie bei den CARIFTA Games in Hamilton in 2:14,54 min die Bronzemedaille über 800 Meter in der U20-Altersklasse und belegte über 1500 Meter in 4:58,42 min den fünften Platz. Zudem gewann sie mit der Staffel in 3:50,54 min die Bronzemedaille. Zudem begann sie im selben Jahr ein Studium an der Kansas State University in den Vereinigten Staaten. 2013 gewann sie bei den CARIFTA Games in Nassau in 2:06,84 min die Silbermedaille über 800 Meter und sicherte sich auch Staffelbewerb in 3:41,89 min die Silbermedaille. 
2015 schied sie bei den Panamerikanischen Spielen in Toronto mit 2:09,01 min im Vorlauf aus und anschließend belegte sie bei den NACAC-Meisterschaften in San José in 2:10,86 min den achten Platz. Im Jahr darauf belegte sie bei den U23-NACAC-Meisterschaften in San Salvador in 54,86 s den siebten Platz im 400-Meter-Lauf und gelangte auch über 800 Meter mit 2:10,63 min auf Rang sieben. 2018 gewann sie bei den Zentralamerika- und Karibikspielen in Barranquilla in 2:03,13 min die Bronzemedaille über 800 Meter hinter der Kubanerin Rose Mary Almanza und Alena Brooks aus Trinidad und Tobago. Anschließend gelangte er bei den NACAC-Meisterschaften in Toronto mit 2:06,54 min auf Rang neun. Im Jahr darauf belegte sie bei den Panamerikanischen Spielen in Lima in 2:05,68 min den achten Platz und 2022 gelangte sie bei den NACAC-Meisterschaften in Freeport mit 2:07,35 min auf den siebten Platz. Im Jahr darauf belegte sie bei den Zentralamerika- und Karibikspielen in San Salvador in 2:05,50 min den vierten Platz, ehe sie bei den Panamerikanischen Spielen in Santiago de Chile mit 2:08,14 min den Finaleinzug verpasste.
In den Jahren 2012 und 2015 sowie 2017 und 2019 wurde Gaskin barbadische Meisterin im 800-Meter-Lauf.

## Persönliche Bestzeiten
- 400 Meter: 52,72 s, 18. Mai 2014 in Lubbock
  - 400 Meter (Halle): 54,67 s, 8. Februar 2014 in Albuquerque
- 800 Meter: 2:02,60 min, 14. Juli 2019 in Toronto
  - 800 Meter (Halle): 2:04,03 min, 14. Februar 2020 in Boston (barbadischer Rekord)
- 1500 Meter: 4:26,37 min, 28. Mai 2019 in Toronto